# Brigitta Terbeznik
Brigitta Terbeznik (* 6. Februar 1936 in Schwandorf; † 10. Juli 2013 in Regensburg) war eine deutsche Tischtennisspielerin. Sie nahm an der Weltmeisterschaft 1959 teil.

## Werdegang
Terbeznik begann ihre Karriere bei der DJK Schwandorf, wechselte später zum TSV Schwandorf, spielte in der Saison 1955/56 beim TSV Arzberg (Oberfranken) und schloss sich 1957 Tuspo Bayreuth, dem späteren BSV Bayreuth, an. Mit dessen Damenmannschaft wurde sie 1975 Meister der Bayernliga und stieg in die 2. Bundesliga auf. Hier konnte der direkte Abstieg jedoch nicht vermieden werden. 1982 wechselte sie zum ASV Fronberg, wo sie 1985 ihre aktive Laufbahn in der Landesliga beendete.
1958 gewann sie die Bayerische Meisterschaft im Einzel. 1959 wurde sie für die Individualwettbewerbe der Weltmeisterschaft in Dortmund nominiert. Hier schied sie jeweils in der ersten Runde aus: Im Einzel gegen Birthe Hauth (Dänemark), im Doppel mit Hanna Haering gegen Mavis Van Gelder/Claudine Collignon (Belgien) und im Mixed mit Donald Rincones (Venezuela) gegen Steinar Bruvik/Berit Ommedal (Norwegen).

## Privat
1962 heiratete Brigitta Terbeznik Georg Stöckl und spielte danach unter dem Namen Brigitta Stöckl. Sie hatte einen Sohn (* 1964) und eine Tochter (* 1966). 2013 verstarb sie an den Folgen eines Verkehrsunfalls.

## Turnierergebnisse
| Verband | Veranstaltung     | Jahr | Ort      | Land | Einzel     | Doppel    | Mixed      | Team |
| ------- | ----------------- | ---- | -------- | ---- | ---------- | --------- | ---------- | ---- |
| FRG     | Weltmeisterschaft | 1959 | Dortmund | FRG  | letzte 128 | letzte 64 | letzte 128 |      |